# Голдап
Го́лдап (пол. Gołdap, нім. Goldap, лит. Geldapė) — курортне місто в північно-східній Польщі. Адміністративний центр Голдапського повіту Вармінсько-Мазурського воєводства.

## Демографія
Демографічна структура станом на 31 березня 2011 року:
|          | Загалом | Допрацездатний вік | Працездатний вік | Постпрацездатний вік |
| -------- | ------- | ------------------ | ---------------- | -------------------- |
| Чоловіки | 6815    | 1437               | 4822             | 556                  |
| Жінки    | 6973    | 1365               | 4263             | 1345                 |
| Разом    | 13788   | 2802               | 9085             | 1901                 |

## Відомі люди
- Йоганнес Тіле — німецький іхтіолог